# Meetin' WA
Pour plus de détails, voir Fiche technique et Distribution.
Meetin' WA est un court métrage documentaire français réalisé par Jean-Luc Godard et sorti en 1986. Le film consiste en un entretien de Godard avec son « vieil ami », le réalisateur américain Woody Allen.

## Synopsis
Le film consiste principalement en une interview de Woody Allen par Godard, avec l'aide d'Annette Insdorf (en), spécialiste du cinéma, qui agit comme interprète hors champ. Dans un prologue, on peut voir Godard de dos, en silhouette, debout à une fenêtre donnant sur Central Park à New York, tandis que sur la bande sonore, on entend un air de George Gershwin précédemment utilisé par Allen dans son film Manhattan (1979). L'interview proprement dite est présentée comme une série de fragments qui obscurcissent souvent le sujet de la conversation, bien qu'il soit évident qu'une grande partie de la conversation porte sur le film d'Allen, Hannah et ses sœurs, qui venait de sortir. Les fragments de conversation sont séparés par diverses images fixes et par des intertitres ; le texte commente la conversation, souvent sur un mode de jeu de mots caractéristique de Godard. Le cinéaste, pour qui les intertitres sont un dispositif fréquent, interroge Allen sur son propre usage des intertitres dans Hannah et ses sœurs. Allen observe que, si pour Godard le dispositif est cinématographique, pour Allen il est littéraire, et Allen en dit plus sur les origines littéraires de Hannah et ses sœurs.
Godard interroge ensuite Allen sur l'influence de la télévision sur son travail, en disant que les plans d'Allen sur les immeubles de New York dans Hannah et ses sœurs semblent devoir quelque chose à la façon dont la télévision représente les choses. Trouvant la question obtuse, Allen se lance dans des rhapsodies sur son expérience de jeunesse du cinéma. Dans un épilogue, on voit Godard fouiller dans des documents éphémères et dans une pile de livres sur une table. Soudain, déclarant que « la réunion est terminée », il fait claquer la pile de livres sur la table, ralentissant le geste en post-production, de sorte que le claquement des livres sur la table a une tonalité basse et sinistre. Le dernier intertitre, affiché plus longtemps que les autres, indique : « La réunion est terminée ».

## Fiche technique
- Titre original : Meetin' WA
- Réalisation, scénario et montage : Jean-Luc Godard
- Photographie : Pierre Binggeli
- Société de production : JLG Films
- Pays de production :  France
- Langue originale : anglais[1]
- Format : Couleurs
- Durée : 26 minutes
- Genre : documentaire
- Date de sortie :
  - France : 1986

## Production
Le film a été réalisé pour remplacer la traditionnelle conférence de presse avec le réalisateur après la première de Hannah et ses sœurs au Festival de Cannes. Selon Tom Luddy, qui a participé à l'organisation de l'entretien, l'idée était de maintenir Allen impliqué dans le projet du King Lear de Godard, alors que ce dernier était au point mort par manque d'idées. La connaissance de la vie et de l'œuvre de Godard éclaire ce qui pourrait autrement être une rencontre opaque comme une rencontre où Godard a été déçu par son sujet d'interview. Par exemple, Allen dit avoir été influencé par des romans lors de l'écriture de Hannah et ses sœurs et affirme que l'écriture du scénario est pour lui la phase la plus importante de la réalisation d'un film. Ceci est diamétralement opposé à la philosophie et à la méthode de réalisation de Godard, où l'œuvre est en cours de création à travers toutes les étapes de la réalisation, notamment le montage, et où la primauté est donnée aux images et non au texte.